# Guecho
Guecho (oficialmente en euskera: Getxo) es un municipio español situado en la costa del territorio histórico y provincia de Vizcaya, en la comunidad autónoma del País Vasco. Está situado en la franja costera que comprende el último tramo por la derecha del río Nervión, ya convertido en ría de Bilbao, la orilla oriental del Abra, o estuario de dicho río, y parte de costa a mar abierto. Forma parte de la comarca del Gran Bilbao y del área metropolitana de Bilbao. Destaca por la gran presencia de palacetes y viviendas construidas por la alta burguesía durante la industrialización.
En Guecho se sitúa el puente de Vizcaya, construido entre 1887 y 1893 y declarado Patrimonio de la Humanidad por la Unesco en 2006.
Con 77 770 habitantes en 2020, es la quinta ciudad más poblada del País Vasco. En 2019, Guecho era el sexto municipio con más renta de España, con 18 599€ netos anuales.

## Geografía
Está ubicado a 14 km de Bilbao, en la provincia y territorio histórico de Vizcaya, dentro de la comunidad autónoma del País Vasco, en el norte de España. Tiene una superficie de 11,89 km². Limita al norte con Sopelana, al este con Berango y Lejona, al sureste con Erandio, al sur con Portugalete y al oeste con la Bahía del Abra. 
En su costa se encuentran las playas de Las Arenas, Ereaga, Arrigunaga, Azkorri-Gorrondatxe y Barinatxe, así como las menos conocidas de La Bola, Tunelboca o la playa del Puerto Viejo. Cuenta con una terminal para atraque de cruceros, un puerto deportivo con servicios de hostelería, ocio y cine, y con el puerto Viejo de Algorta, con viviendas y bares y restaurantes tradicionales.
Por la localidad discurren dos lechos fluviales: el río Gobelas y el río Kanderuerreka. Asimismo, existe el Humedal de Bolue, que está protegido por el ayuntamiento.

### Barrios

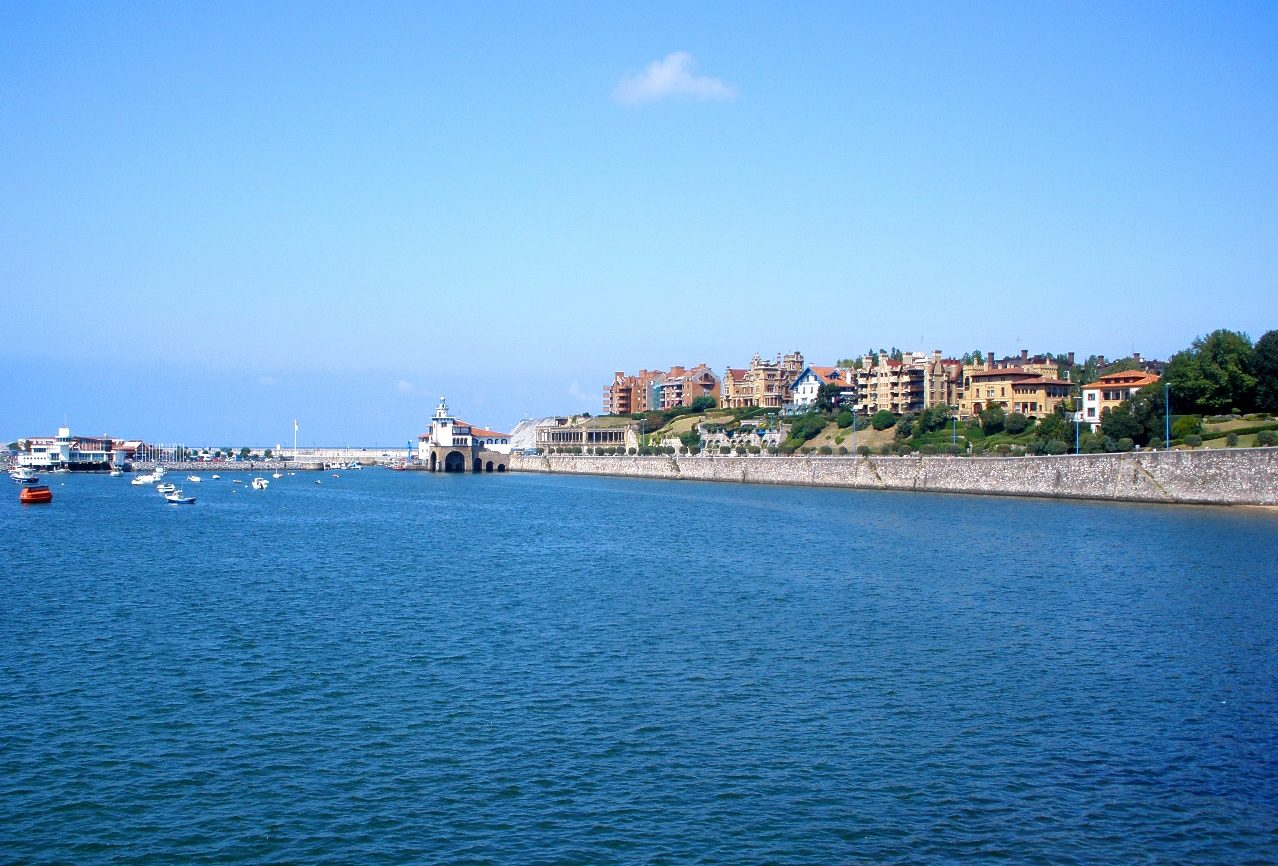
El Abra, a la altura de Neguri

El municipio comprende las localidades de Las Arenas, Algorta, Neguri, y Santa María de Guecho, que a su vez están divididas en los siguientes barrios:
- Las Arenas: Las Mercedes, Santa Ana, Zugazarte, Romo, Gobela y Antiguo Golf.
- Neguri: Neguri, San Ignacio, Aiboa.
- Algorta: Algorta centro, Alango, María Cristina, Sarrikobaso, Arrigunaga, Villamonte, La Humedad, Aldapas, Fadura, Ereaga, Usategui, Puerto Viejo y Bidezabal.
- Santa María de Guecho: Aixerrota, Malakate, Punta Galea, Avenida del Ángel, La Venta y Azkorri.

El barrio originario es el de Santa María de Guecho. Este es el núcleo fundacional del pueblo, originariamente un grupo de caseríos o baserris alrededor de la iglesia de Andramari o Santa María de Guecho.
Las Arenas y Neguri surgieron a finales del siglo XIX como zona residencial de parte de la burguesía industrial vizcaína. El barrio de Neguri se caracteriza por los palacetes en los que vivía lo más selecto de la burguesía y en los que hoy en día vive la gente con más recursos de Guecho. El nombre de Neguri lo inventó Resurrección María de Azkue, ya que anteriormente a la zona se le llamaba Aretxetaurre (delante de Aretxete). Neguri proviene de la fusión de dos palabras vascas: Negu y uri (invierno y ciudad respectivamente): Neguko hiri, Neguri, la ciudad de invierno diseñada, como se ha señalado, para la burguesía vasca.
El barrio de Romo fue levantado en sus inicios por la clase obrera, separado antiguamente de Las Arenas por las barreras del tren, hoy en día le separa el río Gobelas por un lado. Llega hasta la Rotonda de Romo. Originariamente el barrio tenía forma de herradura. Limita con el municipio de Lejona, tal es así que la carretera que va desde la rotonda de Romo hasta la ribera de la ría de Bilbao es la frontera con el municipio vecino. Una acera forma parte de Guecho, la otra pertenece a Lejona. Sus fiestas populares son bastante aclamadas, las más famosas después de las de Algorta, se realizan en conjunto con el barrio de Pinueta (Lejona) ya que el ayuntamiento guechotarra no pone demasiados medios para la realización de estas. Se celebran una semana después de las de Algorta y normalmente suelen ser el primer fin de semana de agosto, dependiendo de la festividad del 31 de julio (San Ignacio de Loyola).
El barrio de Algorta es el barrio de mayor población de Guecho. La mayor expansión se dio en la década de los 70 cuando las familias de clase media decidieron buscar un lugar más confortable para vivir que los barrios de la margen izquierda del Nervión.
En el barrio de Santa María de Guecho se pueden encontrar gran cantidad de chalés y viviendas unifamiliares construidas en los años 1990.

### Patrimonio natural
Estratotipo de la base del Luteciense
En los afloramientos rocosos de la playa de Gorrondatxe la Unión Internacional de Ciencias Geológicas ha establecido la sección y punto de estratotipo de límite global de la base del piso Luteciense (datado en 47,8 ± 0,2 millones de años), segundo del Eoceno, referente mundial para esta unidad cronoestratigráfica de la escala temporal geológica.

## Historia

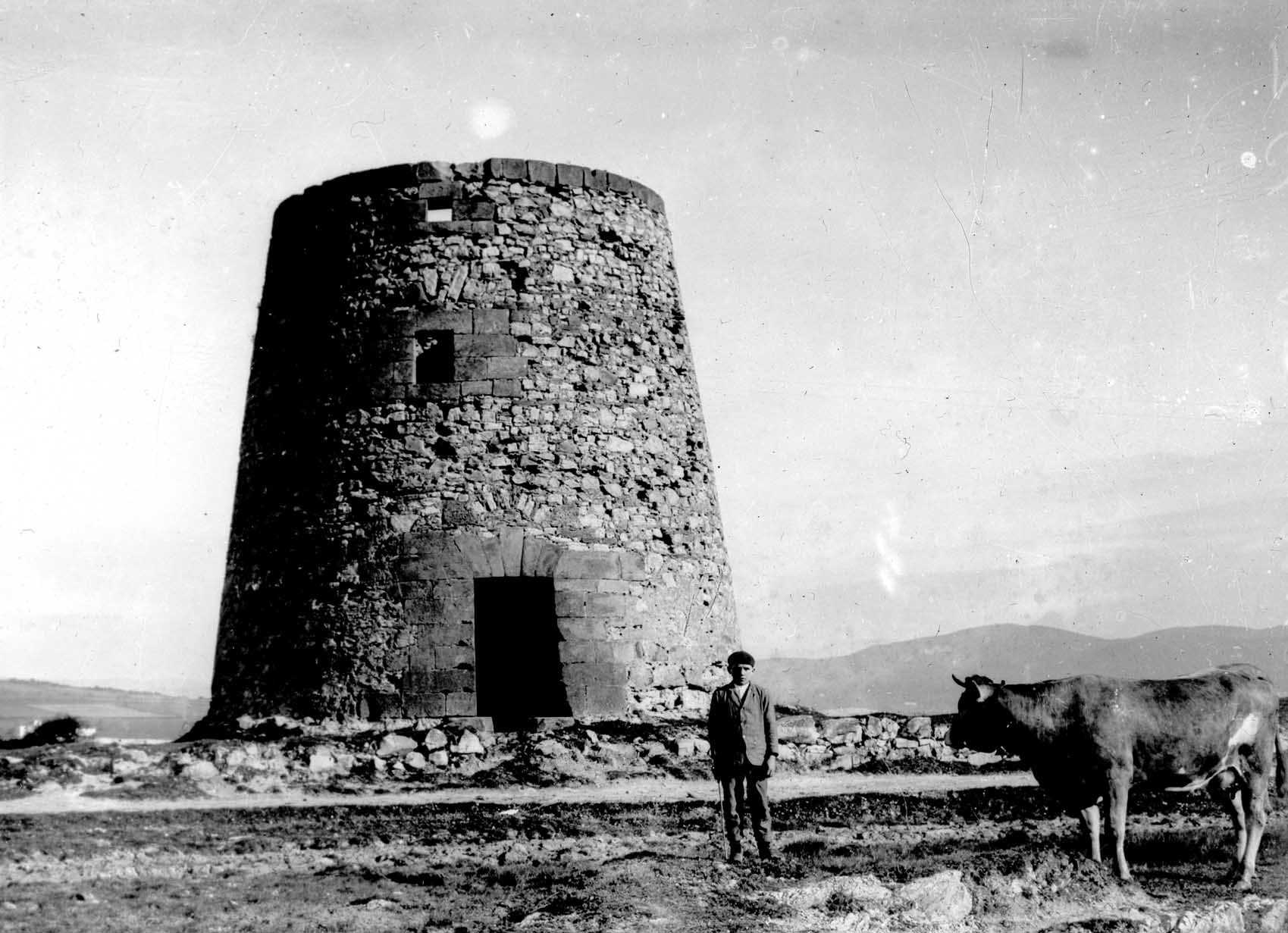
Molino de Aixerrota. Fotografía: Indalecio Ojanguren

La anteiglesia de Guecho se formó en torno al Monasterio de Santa María, levantado en el siglo XII, con el patronato de la casa solar de Jauregi, señores de Guecho. Los primeros moradores fueron principalmente agricultores, en lo que hoy es el barrio de Andra Mari (Santa María de Guecho), y pescadores, en el barrio de Algorta.Además de pescadores, los habitantes del puerto Viejo de Algorta, eran conocidos por ser expertos pilotos que guiaban a los barcos para franquear la barra de arena que se formaba en la entrada de la ría, y también por tareas de salvamento. Hoy en día, en este enclave pintoresco, el puerto Viejo, con sus calles estrechas y empinadas, el visitante puede degustar las delicias de la gastronomía local, especializada en pescados y mariscos.
La época dorada de Guecho comenzó a mediados del siglo XIX, con el nacimiento del barrio de Las Arenas, creado por Máximo Aguirre, y lugar donde se halla el imponente puente de Vizcaya. La urbanización de Las Arenas supuso el florecimiento del municipio, que pronto consiguió mejorar sus comunicaciones al instalar el ferrocarril que unía Guecho con Bilbao. 

### Hitos históricos

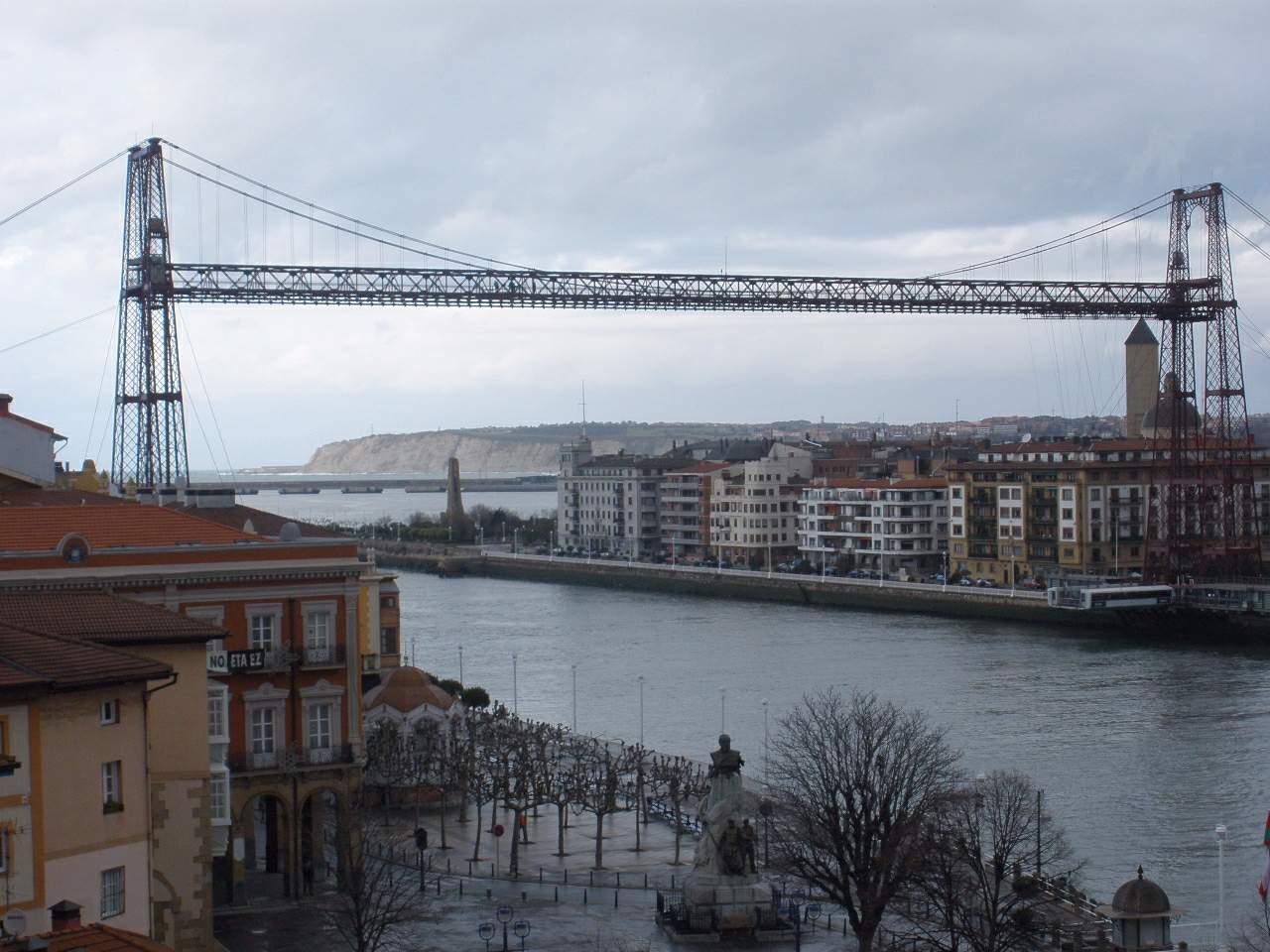
Puente de Vizcaya o puente Colgante desde Portugalete con Las Arenas al fondo

- 1577: La fogueración de ese año censaba 110 habitantes en Santa María. Guecho tenía el 47.º voto y asiento en las Juntas Generales de Vizcaya.
- 1629: Ya operaba la cofradía de Mareantes de San Nicolás del puerto de Algorta.
- 1726-1727: Construcción del Molino de Aixerrota, primer molino de viento, cuya actividad cayó en desuso después de finalizar la gran sequía que se dio en Vizcaya.
- 1868: Comienza la construcción del «Establecimiento de Baños de Mar Bilbaíno», y con él la primera etapa turística de Guecho.
- 1887: Llega el ferrocarril a Las Arenas desde Bilbao.
- 1889: Con el comienzo de la construcción del puerto exterior, obra dirigida por Evaristo de Churruca, se desplaza la zona de baños a la playa de Ereaga.
- 1893: Inauguración del puente de Vizcaya (28 de julio). Días después, S.A.R.la Infanta Dña. Isabel de Borbón y Borbón cruza por la barquilla en siete ocasiones. En 1999 se inaugura la pasarela peatonal a 50 m de altura.
- 1896: Construcción de la casa de baños de mar «Balneario La Perla». En 1913 la sustituiría el Balneario de Igeretxe, uno de los primeros edificios de Vizcaya construido con hormigón armado.
- 1904: Nacimiento del barrio -ciudad jardín- de Neguri. En esos años se funda el Arenas Club (1909), la Real Sociedad de Golf de Neguri (1911), el Real Club Jolaseta (1933), el Real Sporting Club -las viejas tablas o casa-bote- (1900) y el Real Club Marítimo del Abra (1902).
- 1930-1986 La población de Guecho experimenta un gran crecimiento y pasa de 16 859 a 77 507 habitantes; los barrios de Las Arenas y Algorta aglutinan la mayor concentración de población.
- 1995 El metro llega a Guecho con 6 estaciones.
- 1999 Inauguración oficial en Guecho del primer puerto deportivo de Euskadi.
- 2006 (julio) UNESCO declara al puente de Vizcaya Patrimonio de la Humanidad.

## Demografía
Guecho cuenta con una población de 75 981 habitantes (INE 2024).
| Gráfica de evolución demográfica de Guecho entre 1842 y 2021 |
| |
| Población de derecho según los censos de población del INE Población de hecho según los censos de población del INEEn estos censos se denominaba Guecho: 1842, 1857, 1860, 1877, 1887, 1897, 1900, 1910, 1920, 1930, 1940, 1950, 1960, 1970 y 1981 |

Con 5442 en 1900 y 19 309 en 1950. A partir de la década de los 70 los grandes planes urbanísticos atrajeron a miles de personas a vivir al municipio. En 2002 tuvo su máxima población, con 84 024 habitantes (INE 2002).
| Barrio      | Población | Hombres | Mujeres |
| ----------- | --------- | ------- | ------- |
| Santa María | 13 935    | 6705    | 7230    |
| Las Arenas  | 26 522    | 12 314  | 14 208  |
| Algorta     | 38 389    | 18 024  | 20 365  |

### Euskera

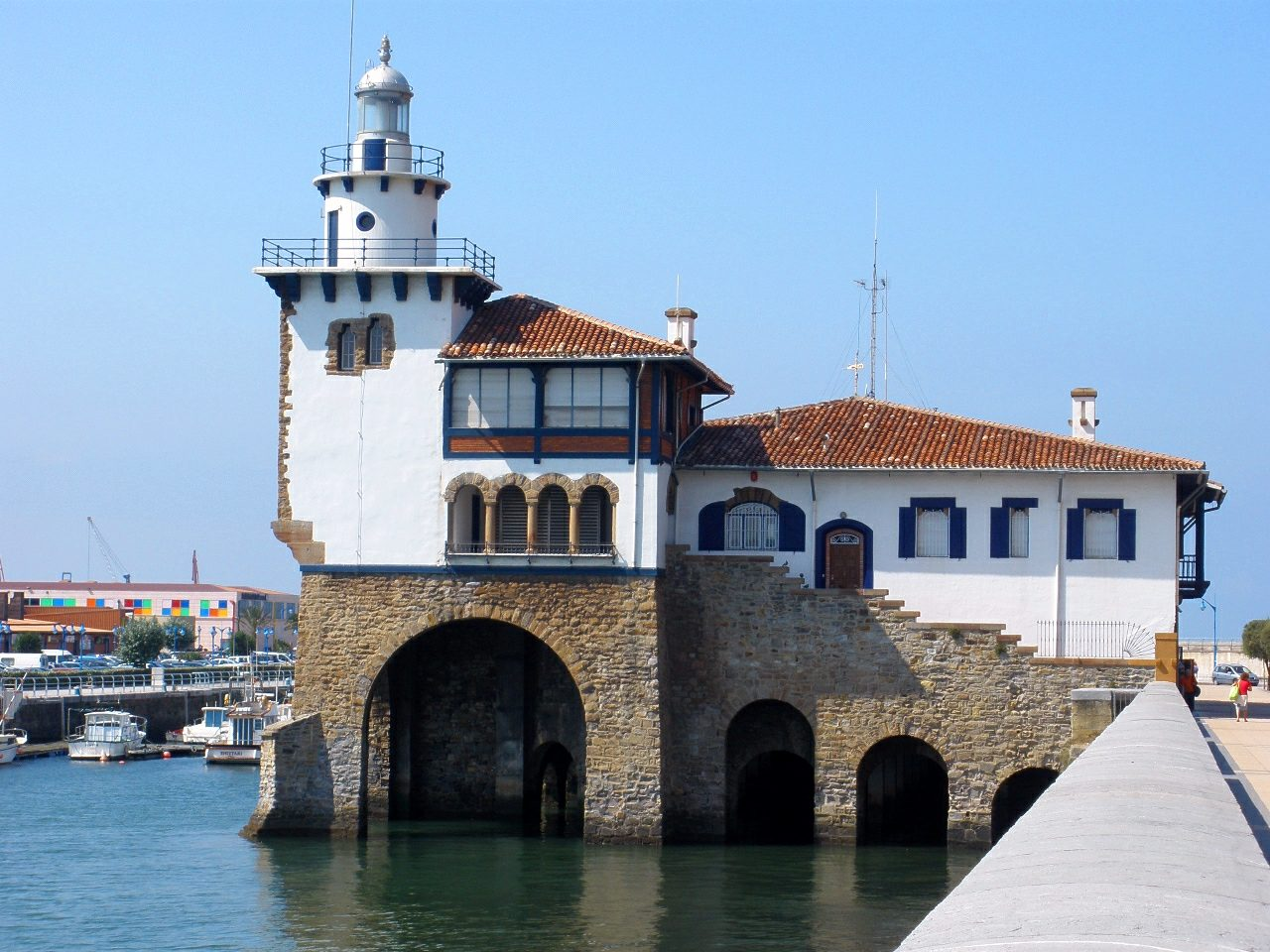
Casa de Náufragos y Faro de Arriluze

Según datos del Ayuntamiento de Guecho, el 48,56 % de los habitantes de Guecho no tiene conocimientos suficientes de euskera, el 19,9 % sabe hablar bien el euskera y el 31,5 % restante lo entiende pero no lo domina.
Por otro lado, ha aumentado el porcentaje de gente que sabe hablar euskera, que ha pasado del 9 % de 1981 al 19,9 % de 2001. Según la misma fuente, sólo un 4,83 % de la población de Guecho usa el euskera de forma habitual. Esta cifra ha crecido desde las anteriores mediciones, sobre todo entre los niños (de 3,40 % en 1989 a 4,68 % en 1997) y jóvenes (de 1,90 % en 1989 a 5,15 % en 1997).
| Denominación                                                                                              | 2001   | %       |
| --- | ------ | ------- |
| Bilingües: entienden y hablan bien tanto euskera como el castellano                                       | 17 259 | 19,9 %  |
| Bilingües pasivos: entienden bien euskera a pesar de no hablarlo bien, mientras que dominan el castellano | 20 789 | 31,5 %  |
| Castellanohablantes: no entienden ni hablan euskera, sólo el castellano                                   | 42 117 | 48,56 % |
| Población                                                                                                 | 86 732 | 100 %   |

### Transporte

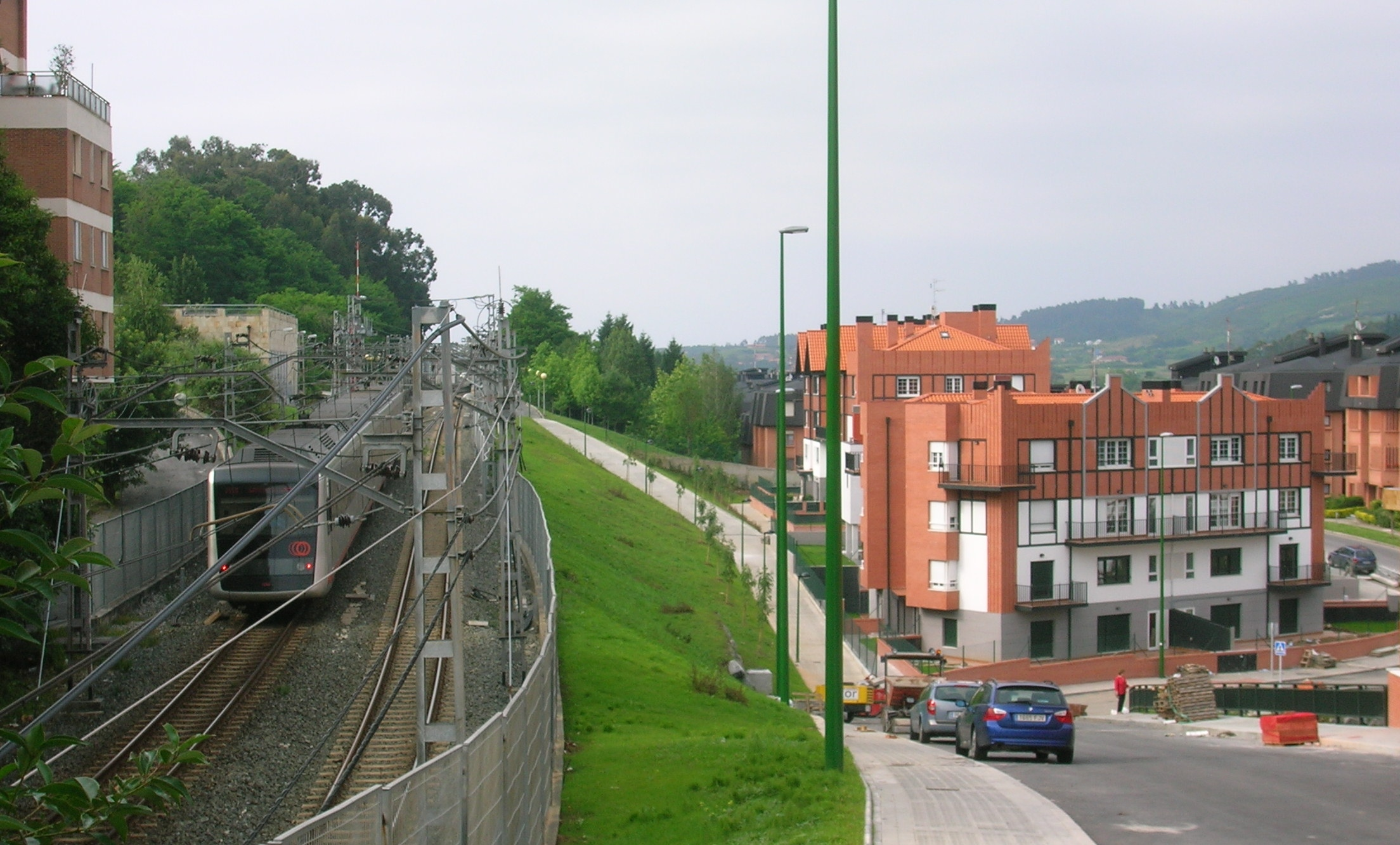
Barrio de Aiboa, y metro entre las estaciones de Aiboa y Neguri

Se puede llegar por la carretera de La Avanzada (BI-637), la de la ría o bien por el corredor Uribe Kosta. 
Numerosas líneas de autobús salen de Guecho conectando el municipio con Bilbao, Baracaldo o Lejona. También existen líneas que lo conectan con el campus universitario de Lejona–Erandio perteneciente a la Universidad del País Vasco, aunque dependiendo de la época del año, estas líneas pueden llegar a ser prácticamente inexistentes.
Bizkaibus
- A2151 Las Arenas/Areeta - Larrabetza
- A2161 Puente Colgante - UPV/EHU
- A2162 Guecho (Andramari) - UPV/EHU (por Algorta/tik)
- A2164 Guecho - UPV/EHU (por Av. Chopos/tik)
- A3338 Muskiz - Baracaldo - Las Arenas/Areeta
- A3413 Bilbao - Guecho - Aizcorri
- A3414 Bilbao - Guecho (por Túneles de Archanda)
- A3422 Las Arenas/Areeta - Berango (C.C. Artea)
- A3451 Las Arenas/Areeta - Arminza
- A3471 Guecho - Cruces/Gurutzeta (por Fadura/tik)
- A3472 Areeta/Pte.Colgante - Cruces/Gurutzeta

Hermanos Navarro
- A2171 Lejona - Las Arenas

Autobuses La Unión
- A3719 Algorta - Vitoria

El medio de transporte público más utilizado por los guechotarras es el Metro Bilbao [cita requerida] (parte de su trazado es del antiguo ferrocarril Bilbao–Plencia) cuyas líneas conectan a la mayoría de los municipios del Gran Bilbao, y que enlazan con algunas estaciones de Cercanías–Renfe y con la estación Abando-Indalecio Prieto de Bilbao (con conexiones a la mayoría de ciudades españolas).
Metro Bilbao posee siete estaciones en Guecho: Areeta, Gobela, Neguri, Aiboa, Algorta, Bidezabal e Ibarbengoa.
Además, Las Arenas está conectado con Portugalete mediante el puente de Vizcaya y un barco conocido popularmente como gasolino.

## Administración y política
El partido más votado en las últimas elecciones municipales de España de 2019 fue el Partido Nacionalista Vasco (EAJ-PNV), seguido a más de veinte puntos de distancia por el Partido Popular. Las demás fuerzas políticas con representación son, en orden descendiente, Euskal Herria Bildu (4 concejales), el Partido Socialista de Euskadi (PSE-EE, 3 concejales) y Elkarrekin Podemos (2 concejales). Las otras seis candidaturas presentadas no obtuvieron representación.
El Partido Nacionalista Vasco ha ejercido la alcaldía desde 1979. En 2007, EAJ-PNV y el Partido Popular empataron en concejales, pero el PNV ganó la alcaldía por 800 votos.
El partido más votado en el municipio en las elecciones locales de 2007 fue el Partido Nacionalista Vasco (PNV), seguido del Partido Popular, en 2007 empatados a concejales. El alcalde es Imanol Landa, del PNV. Al estar el equipo de gobierno en minoría, entre 2007 y 2011 junto al edil electo por la coalición Ezker Batua-Aralar, posteriormente Alternatiba, el PP y el PSE-EE han buscado ejercer un fuerte control al gobierno, aprobando gran cantidad de mociones, que el equipo de gobierno toma con efectos declarativos, así como imposibilitando que en 2008 se aprobaran los presupuestos que proponía el alcalde. En febrero de 2009 PNV y PSE aprobaron los primeros presupuestos de la legislatura.
La izquierda abertzale, ilegalizada en 2007, reclamó para Acción Nacionalista Vasca buena parte de los 3522 votos nulos (8,36%) 2 concejales, adjudicados a PNV y PP respectivamente. Asimismo reclamó que con una barrera electoral del 3% EA y Berdeak hubieran tenido concejal, respectivamente.
En 2011 el PNV revalidó su primacía en el ayuntamiento, con 10 concejales, los mismos que en la legislatura anterior, aun con la incorporación de Bildu con 4 ediles. El PP, en cambio, perdió un concejal, pasando a 9 y la representación del PSE cayó a la mitad, con 2 representantes.

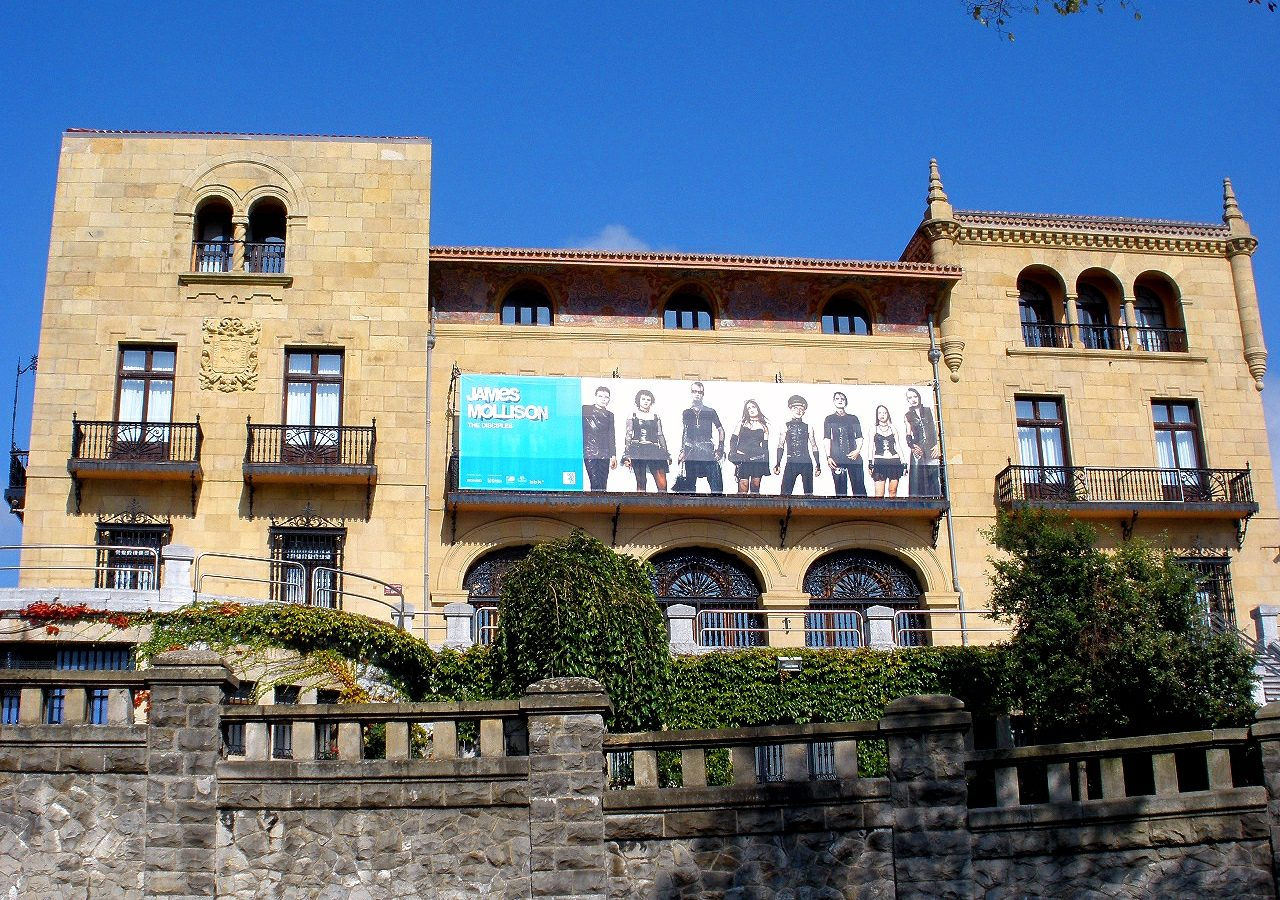
Ayuntamiento de Guecho

| Periodo   | Nombre                             | Partido | Partido                                                      |
| --------- | ---------------------------------- | ------- | ------------------------------------------------------------ |
| 1979-1980 | Jesús Javier Aguirre Bilbao        |         | Euzko Alderdi Jeltzalea-Partido Nacionalista Vasco (EAJ-PNV) |
| 1980-1983 | Francisco Javier Urrechua Líbano   |         | Euzko Alderdi Jeltzalea-Partido Nacionalista Vasco (EAJ-PNV) |
| 1983-1987 | Juan Ramón Barquín Gaztelurrutia   |         | Euzko Alderdi Jeltzalea-Partido Nacionalista Vasco (EAJ-PNV) |
| 1987-1991 | Javier de Sarria Landarte          |         | Euzko Alderdi Jeltzalea-Partido Nacionalista Vasco (EAJ-PNV) |
| 1991-1999 | Humberto Cirarda Ortiz de Antiñano |         | Euzko Alderdi Jeltzalea-Partido Nacionalista Vasco (EAJ-PNV) |
| 1999-2007 | Iñaki Zarraoa Zabala               |         | Euzko Alderdi Jeltzalea-Partido Nacionalista Vasco (EAJ-PNV) |
| 2007-2019 | Imanol Landa                       |         | Euzko Alderdi Jeltzalea-Partido Nacionalista Vasco (EAJ-PNV) |
| 2019-act. | Amaia Agirre                       |         | Euzko Alderdi Jeltzalea-Partido Nacionalista Vasco (EAJ-PNV) |

| Partido político                                              | 2023  | 2023   | 2023       | 2019  | 2019   | 2019       | 2015  | 2015   | 2015       | 2011  | 2011   | 2011       | 2007  | 2007   | 2007       |
| Partido político                                              | %     | Votos  | Concejales | %     | Votos  | Concejales | %     | Votos  | Concejales | %     | Votos  | Concejales | %     | Votos  | Concejales |
| Euzko Alderdi Jeltzalea-Partido Nacionalista Vasco (EAJ-PNV)  | 31,73 | 11 949 | 9          | 39,06 | 16 344 | 11         | 34,09 | 13 625 | 9          | 32,92 | 14 182 | 10         | 31,50 | 13 559 | 10         |
| Partido Popular del País Vasco (PP)                           | 21,69 | 8168   | 6          | 16,44 | 6881   | 5          | 18,60 | 7432   | 5          | 30,13 | 12 982 | 9          | 33,12 | 12 793 | 10         |
| Euskal Herria Bildu (EH Bildu)-Bildu                          | 20,16 | 7590   | 6          | 15,08 | 6311   | 4          | 14,41 | 5760   | 4          | 16,36 | 7048   | 4          | —     | —      | —          |
| Partido Socialista de Euskadi-Euskadiko Ezkerra (PSE-EE PSOE) | 10,32 | 3887   | 3          | 10,56 | 4420   | 3          | 7,62  | 3044   | 2          | 9,68  | 4170   | 2          | 15,82 | 6113   | 4          |
| Elkarrekin Podemos (EP)-Ezker Anitza-IU                       | 5,59  | 2105   | 1          | 7,96  | 3334   | 2          | 14,53 | 5809   | 4          | —     | —      | —          | —     | —      | —          |
| Ciudadanos (CS)                                               | —     | —      | —          | 3,24  | 1357   | 0          | 5,91  | 2362   | 1          | —     | —      | —          | —     | —      | —          |

## Patrimonio

### Edificios civiles

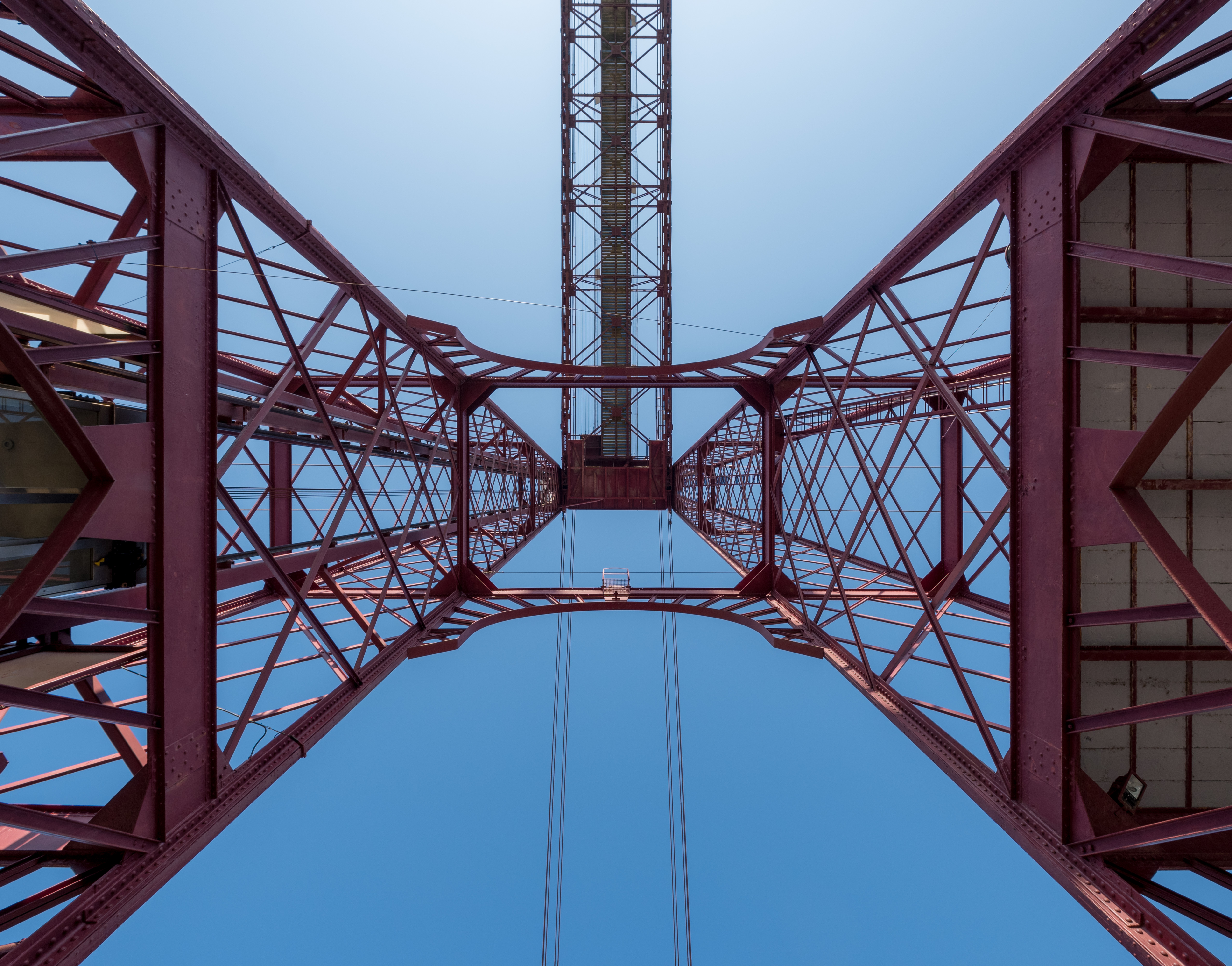
Puente colgante de Vizcaya

- Casa de Náufragos y Faro de Arriluze (Muelle de Arriluze), en Neguri. Levantada por Ignacio Smith en 1920.
- Fábrica Harino Panadera, en Las Arenas.
- Fuerte de la Galea, en Santa María de Guecho. Interesante ejemplo de fortificación del siglo XVIII y único ejemplar de este tipo de arquitectura militar que se conserva en Vizcaya. Diseñado por Jayme Sycre, comenzó su construcción en 1742, su objetivo fundamental era defender el tráfico naval de la ría de Bilbao.
- Molino de Aixerrota, en Santa María de Guecho. Del primer tercio del siglo XVIII.
- Monumento a Evaristo Churruca, en Las Arenas.
- Puente de Vizcaya o puente Colgante, con estructura de hierro; fue inaugurado en 1893 y es el puente transbordador mecánico más antiguo del mundo[cita requerida]. Transporta una barca colgada por cables de acero con hasta 3500 kg de peatones y automóviles entre Las Arenas y Portugalete. En la parte superior hay una pasarela peatonal que también sirve de mirador. Fue declarado Patrimonio de la Humanidad por la UNESCO en 2006 por tratarse de una de las más destacadas obras de arquitectura del hierro de la Revolución industrial.
- Puerto viejo de Algorta.
- Casa social de las Arenas.

### Palacios y palacetes

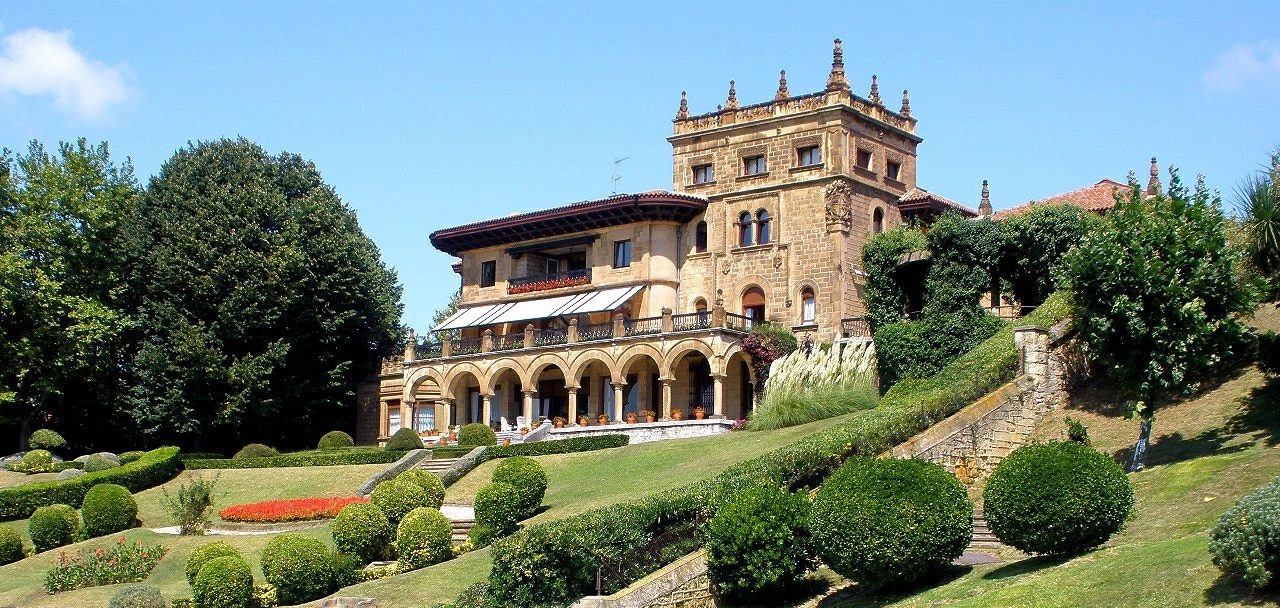
Palacio Lezama Leguizamón

- Casa Bidearte: En Las Arenas. Edificio construido en 1927 por Manuel María Smith como «casa de inquilinos de luj»o. De porte palaciego, su estilo es ecléctico.
- Casa Amorotoena, en Algorta.
- Casa Cisco, en Las Arenas. Levantada entre 1909 y 1911 según planos de Manuel María Smith, se trata de un palacete de tipo nórdico, luego alterado con la inclusión de detalles del estilo tradicional inglés de la Reina Ana.

- Palacio Ampuero, en Neguri. Proyectado por Manuel María Smith en 1928, está realizado principalmente en sillería y se trata de un claro ejemplo del estilo neomontañés.
- Palacio Arriluce, en Neguri. Este palacio es uno de los más originales y máximos exponentes de la arquitectura doméstica dirigida a la alta burguesía de Vizcaya en el cambio de siglo. Fue diseñado dentro de un revivalismo medieval neogótico por el arquitecto José Luis Oriol para el I Marqués de Arriluce de Ybarra, Fernando María de Ybarra y de la Revilla.
- Palacio Consistorial, en Algorta. Construido en 1929, está influenciado por los estilos neomontañés y palaciego vasco.
- Palacio Eguzki-Alde o Casa de la Alcaldesa, en Neguri. Construido en 1918 por Leonardo Rucavado, se trata del ejemplo más puro de arquitectura neomontañesa en Guecho y uno de los más significativos de Vizcaya.
- Palacio Itxas-Begi, en Las Arenas. construido en 1927 por Rafael de Garamendi, de estilo neovasco popular, basado en el caserío, pero con elementos decorativos muy complejos, propios de un estilo más noble, que en su conjunto aportan al edificio un aspecto palaciego.
- Palacio Kai-Alde, en Las Arenas. Construido en 1925 por Manuel María Smith, es un ejemplar de arquitectura palaciega vizcaína con elementos constructivos y decorativos de naturaleza ecléctica.
- Palacio del Marqués de Olaso, en Neguri. Palacete de principios del siglo XX, de estilo neomontañés.
- Palacio Lezama-Leguizamón, en Neguri. Obra original de José María Basterra (1902), sufrió diversas modificaciones, siendo la última la efectuada por Manuel María Smith en 1921. Su torre central está inspirada en el palacio salmantino de Monterrey.
- Palacio San Joseren es un edificio ecléctico cuyo artífice, José Luis Oriol, construyó como vivienda familiar, finalizando su construcción a principios de siglo, más concretamente en 1916. El conjunto del palacio es uno de los ejemplos más bellos y mejor conservados de la época de esplendor de la burguesía vizcaína de principios del siglo XX.
- Palacio de Santa Clara, en Algorta. Diseñado originalmente por José María Basterra en 1902, su aspecto actual, muy modificado, se ajusta al estilo inglés tradicional.

### Edificios religiosos

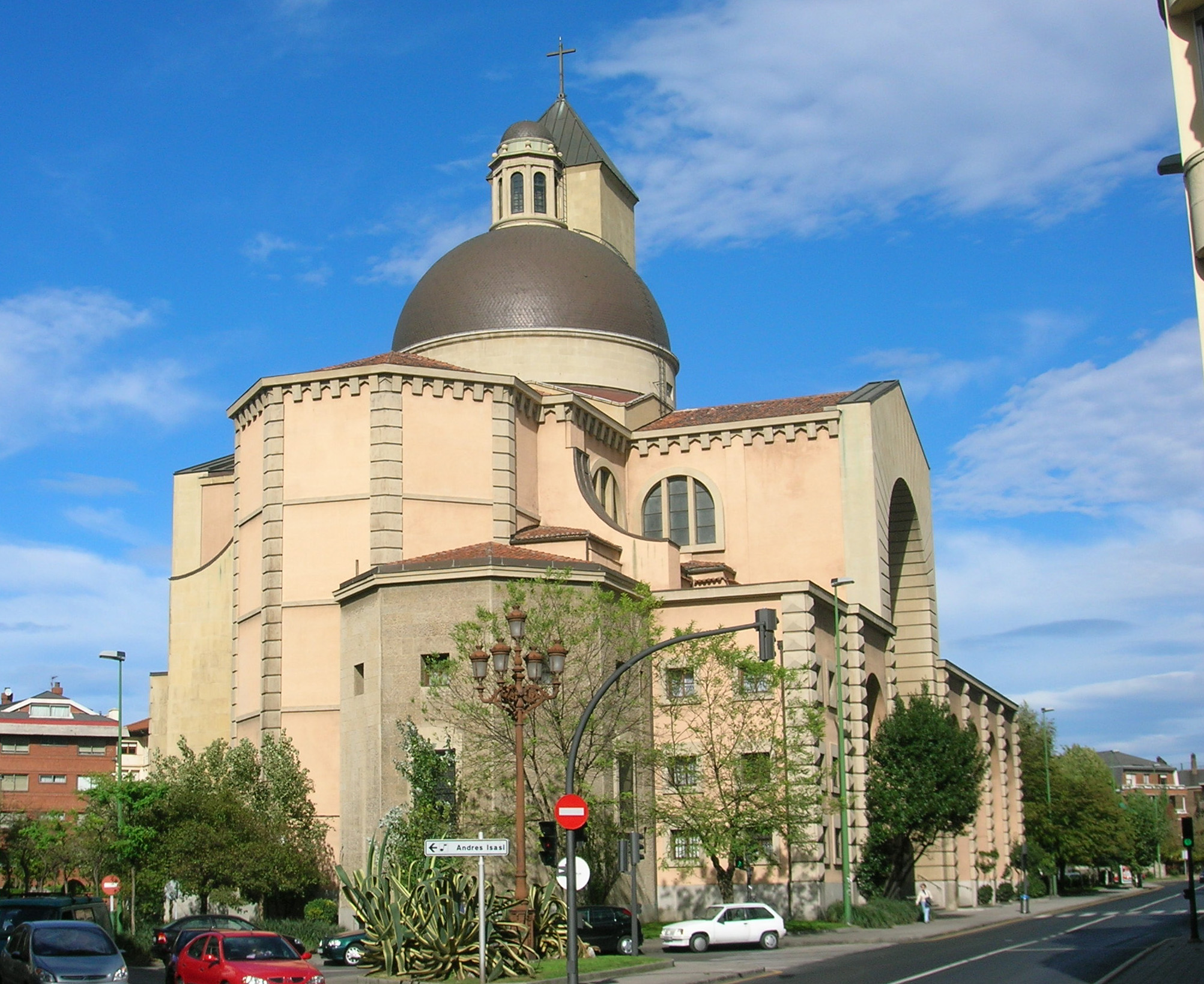
Iglesia de Las Mercedes, Las Arenas

- Casa de Espiritualidad María Reparadora, en Las Arenas. Erigida en 1915 en estilo neoclásico francés por José María Basterra.
- Iglesia de Andra Mari, en Santa María de Guecho.
- Iglesia de la Santísima Trinidad (Trinitarios), en Algorta. Templo de estilo neorrománico diseñado a finales del siglo XIX por José María Basterra, quien emprendió las obras en 1888, y reconstruido tras un incendio en 1927.
- Iglesia de Nuestra Señora de las Mercedes, en Las Arenas. Templo levantado en la década de los 40 del siglo XX en estilo neoescurialense según planos de Rafael de Garamendi y Manuel Ignacio Galíndez. En su interior, destaca la decoración muralística.
- Iglesia de San Nicolás de Bari, en Algorta. Templo neoclásico tardío de mediados del siglo XIX (1845-1863), con reformas en 1925.
- Iglesia de San Ignacio de Loyola, en Algorta. Templo de estilos neorrománico y neobizantino de finales del s-XIX (1878-1892), obra de Narciso Goiri.
- Parroquia del Santísimo Redentor, de los padres trinitarios

### Ciudad por el Comercio Justo
Desde el 13 de septiembre de 2013, Guecho es Ciudad por el Comercio Justo, siendo junto a Bilbao la primera del País Vasco. Pertenece al grupo de ciudades a nivel mundial (1100 aproximadamente) que apuestan por el comercio justo y trabajan para que todos los agentes del municipio (comercios, colegios, asociaciones, empresas y ayuntamiento) apoyen esta forma alternativa de comercio y lo acerquen a la ciudadanía.

## Cultura

### Festivales
Entre los acontecimientos culturales hay que destacar la Feria de Artesanía (mayo), el Festival de Blues (junio), Festival Internacional de Jazz (julio), Festival Internacional de Folk y Festival de Habaneras (septiembre), Jornadas de Teatro, Conciertos de Otoño y Semana Coral (octubre), el Salón del Cómic y GetxoArte (noviembre).

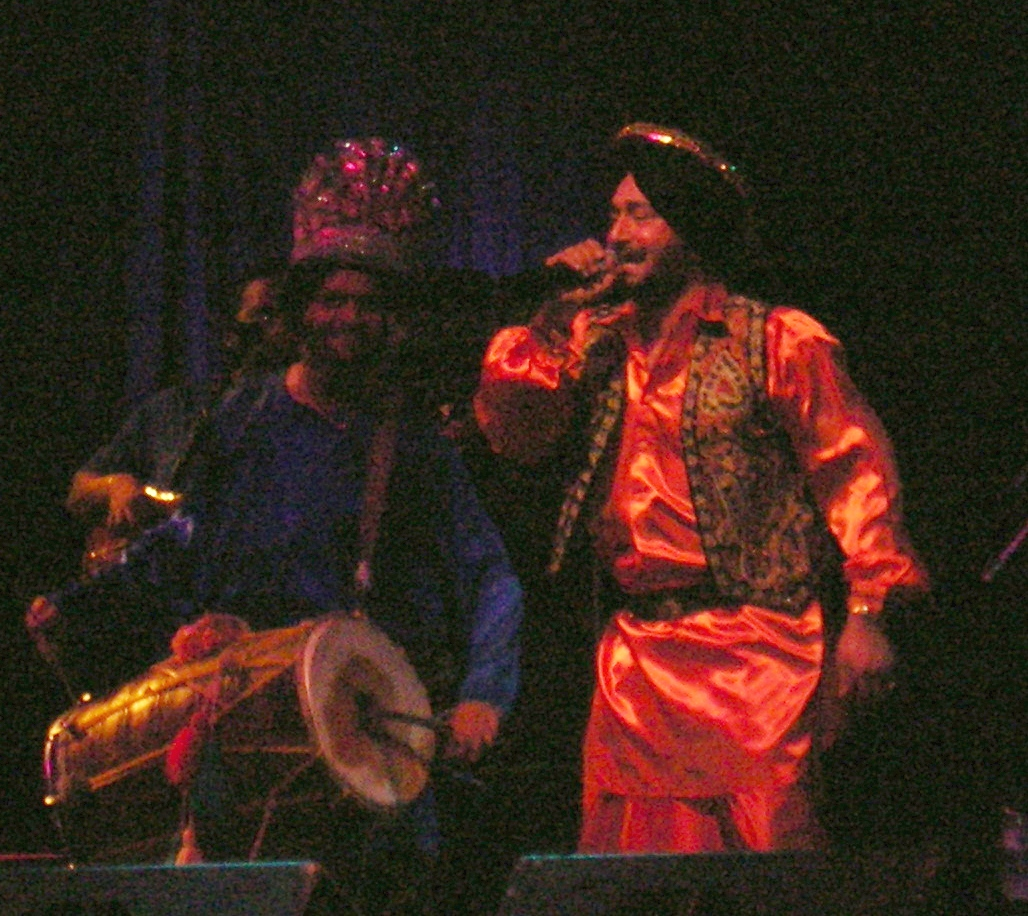
Malkit Singh actuando en vivo en el Festival Getxo Folk de 2005

### Deporte
En Guecho se ubican varias entidades deportivas que han sido punteras en sus respectivos deportes, como el Real Club Marítimo del Abra y Real Sporting Club, fundado en 1898, la Real Sociedad de Golf de Neguri, fundada en 1911, el Real Club Jolaseta, fundado en 1933 y el Arenas Club, fundado en 1909. Otros equipos de fútbol de Guecho son Club Deportivo Getxo y el Bizkerre CF, y también hay equipos de remo, el Raspas del Embarcadero y el Club de Remo Guecho; de rugby, el Getxo Rugby Taldea; de ciclismo, la Sociedad Ciclista Punta Galea; y de baloncesto, el Club Baloncesto Getxo.

## Personas destacadas

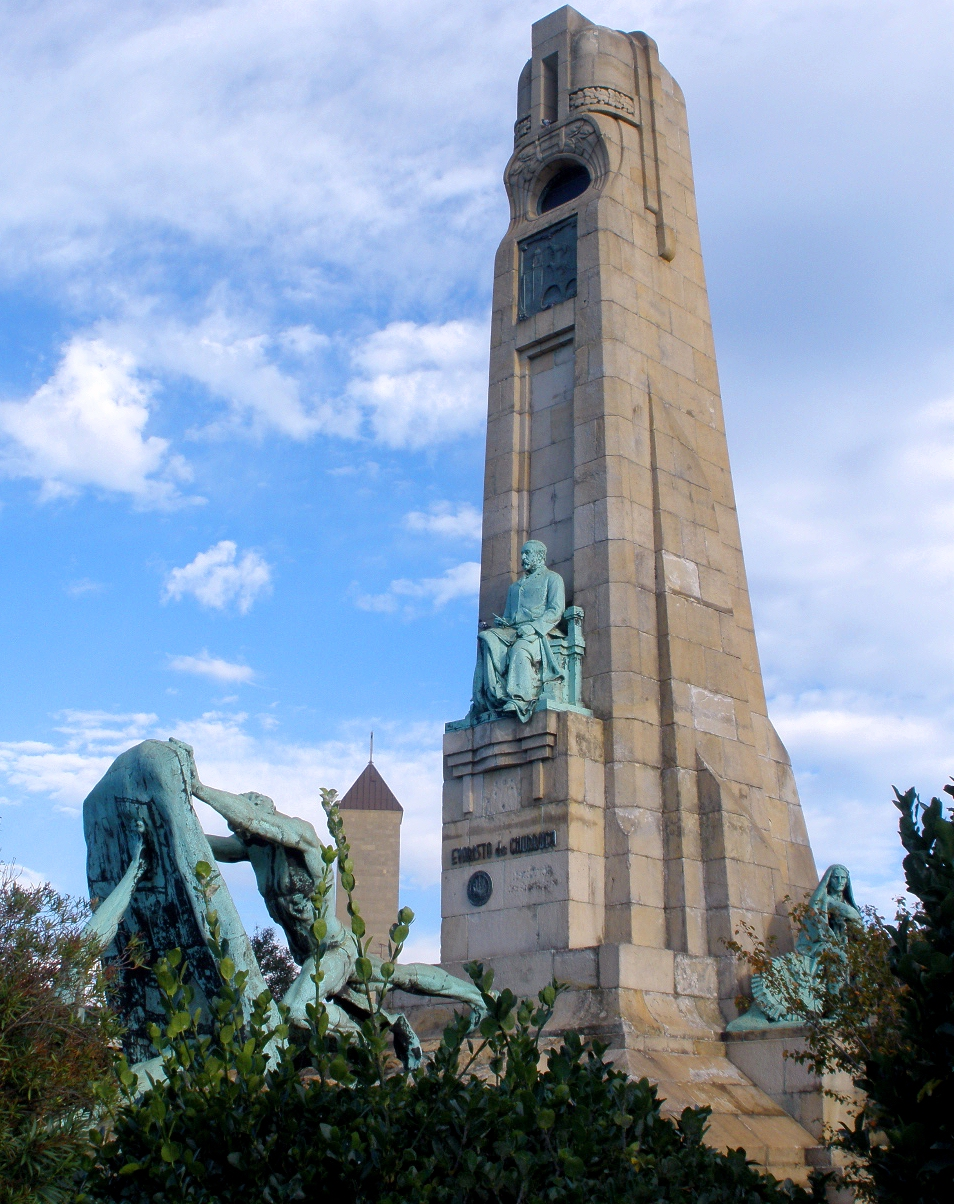
Monumento a Evaristo de Churruca y Brunet, en Las Arenas